# Росляк Михайло Семенович
Михайло Семенович Росляк (9 травня 1896, Залісся, Австро-Угорщина — 26 листопада 1966, Едмонтон, Канада) — український політичний та громадський діяч, доктор права, освітянин, січовий стрілець, четар Української Галицької Армії. Активний учасник товариств «Просвіта», «Сільський господар», «Рідна школа». Діячів Української Радикальної Партії. Начальник державної канцелярії Українського державного правління в уряді Ярослава Стецька, бургомістр м. Чорткова у 1941-1944 роках. Лицар «Воєнного хреста УНР»(27.11.1965).
Батько оперної співачки Роксолани Росляк.

## Життєпис
Закінчив Чортківську гімназію «Рідна школа». У 20-30 роках XX століття провадив адвокатську діяльність у Чорткові, мав адвокатську канцелярію.
У 1938 році ініціював будівництво гімназії «Рідна школа» у Чорткові. 
Як адвокат, віддавав перевагу політичним справам. 17 вересня 1939 року визволив з тюрми 500 політичних в'язнів. 
Заарештований 22 червня 1941 року більшовицькою владою у Львові. 
З 5 липня 1941 року Начальник державної канцелярії Українського державного правління в уряді Ярослава Стецька. 
У 1944 році емігрував із сім'єю за кордон до Інсбрука, Австрія. Був головою Центрального українського допомогового бюро (ЦУДБ) у Австрії.
У березні 1948 року Михайло Росляк із сім'єю прибув до Канади, та оселився в Едмонтоні. Працював у громадських та церковних установах.
Помер 26 листопада 1966 року в Едмонтоні.

## Вшанування
Одну з центральних вулиць міста Чорткова названо на честь Михайла Росляка.  